# Szondi két apródja
A Szondi két apródja Arany János egyik legismertebb balladája. Az irodalmi kánon az egyik legnagyobb magyar költeményként tartja számon, de sokszor találkozni vele a „legszebb magyar versek” címet viselő antológiákban is. 1856-ban íródott a mű, mely 16. századi magyar történelmi események közé helyezi a költészet és politika viszonyát.
Az egyik legtöbb értelmezési lehetőséget kínáló alkotás a magyar irodalomban: szűkebb értelemben véve történelmi vagy lélektani ballada, míg tágabban homoerotikus versként is értelmezhető (a basának a két dalnokhoz fűződő viszonya miatt). Ez utóbbi jelentésréteg vizsgálatát a 20. században nehezítette, hogy az Aranyról megalkotott irodalmi kánonképbe nem fért bele az erotikus attitűd. A két dalnok szövegrészeiben viszont semmi sem utal még látensen sem a basa iránti vonzalomra (de ugyanígy a Szondi iránti homoerotikus vonzódásra sem), így ezt a jelentésréteg-feltételezést, figyelembe véve a mű keletkezési idejét és annak politikai körülményeit, alighanem érdemes zárójelbe tenni.

## Cselekménye

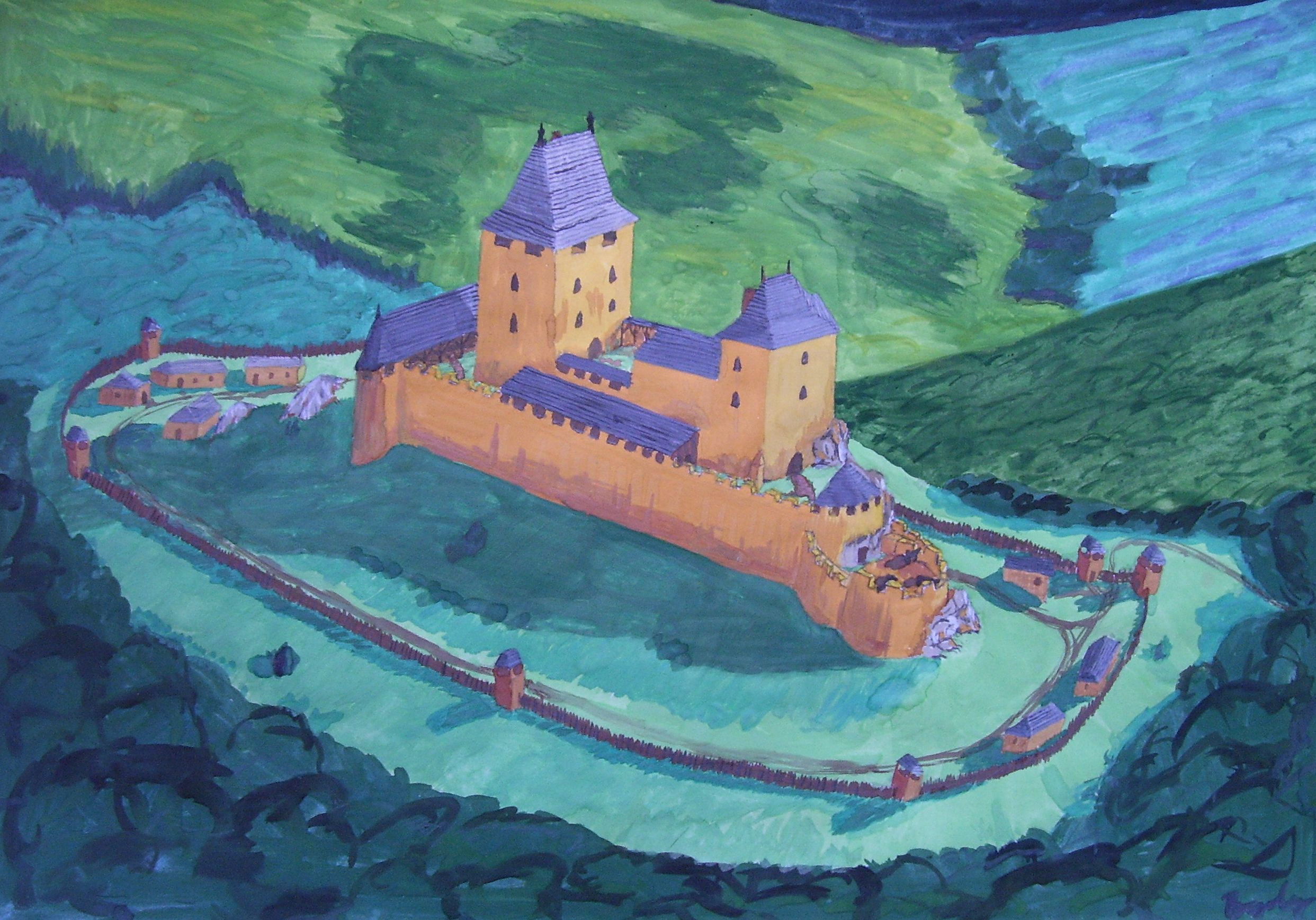
Drégely vára a 16. század közepén (rekonstrukció)

A ballada történelmi háttere a török–magyar háborúkig nyúlik vissza. 1552-ben Szondi György volt Drégely várának kapitánya. A török hadak elsöprő túlerőben voltak, a magyar várvédők azonban nem adták meg magukat, így hősi halált haltak. Szondit az ellenség lefejezte, fejét kitűzték a vár fokára, bátorságáért azonban Ali basa megtisztelte, és eltemették. A ballada a temetés utáni időszakot mutatja be: a hangsúly Szondi árva pártfogoltjaira helyeződik, a kamaszfiúkra, akik nem hagyják magukra nevelőapjukat. Ellenállnak a basa csábításának, megvesztegetésének és erőszakosságának is.

## Szerkezete
A balladának összesen négy szereplője van: az apródok, a basa és a szolga. Az ő megszólalásaik idézik fel a többi szereplőt: Szondit és a várvédőket. Az első két versszak az elsődleges elbeszélőé, aki nem szereplője a balladának, csak bevezeti a történetet. Ő az alaphelyzetet mutatja be. A harmadik és negyedik versszakban a basa számon kéri szolgáját, hogy miért nem dicsőítik őt Szondi apródjai. A választ hallva, hogy a gyerekek nevelőapjukat siratják, a török vezér elküldi a szolgát, hogy hozza el őket. Innentől az összes többi versszak a szolga és az apródok párbeszéde.
A felhőbe hanyatló vár képe feszültséget kelt, hiszen a hanyatlás lefelé irányuló mozgás, leomlás, míg a felhők az égben vannak. Ez a mártírhalálra és az üdvözülésre utalhat, ahogyan több más mozzanat a versben (ószövetségi átok). Ugyanilyen föl-le ellentét az orom, ahol Szondi sírja van, és a völgy, ahol az ünneplők tanyáznak. A magasságkülönbség a várvédők erkölcsi fölényét, magasabbrendűségét jelképezi.
A ballada aktuálpolitikai üzenete pedig abban rejlett, hogy magyar költő nem dicsőítheti az 1848–49-es forradalom és szabadságharcot leverő Ferenc Józsefet (a vers aktuálpolitikai üzenete ilyen szempontból párhuzamba állítható a Szondi két apródja után – 1857-1861 között – íródott A walesi bárdokkal). 
A szerkezet egységéhez hozzátartozik a központozás is, különösen az idézőjelek. Az apródok szó szerint idézik mind Mártont, a nagyoroszi papot, mind pedig Szondit, de nem szerepel idézőjel. Ez azt fejezi ki, hogy számukra ezek a szólamok nem is idézetek: Szondi szavai a saját szavaikká válnak. Ahogy a múltban beszédtettként működtek Szondinál, úgy náluk is azok, hiszen a szolgának adott válaszként úgy értelmezhetők: „ahogyan Szondi sem adta meg magát, mi sem fogjuk”. Ez azt is jelenti, hogy megbomlik a ballada párbeszédes hagyománya, hiszen a kommunikáció egyirányú: a szolga beszél a dalnokokhoz, de a dalnokok nem közvetlenül neki válaszolnak, hanem sirató tevékenységüket folytatják tovább. Politikailag ez a passzív ellenállás egyik programverse is lehetne. Különösen igaz ez akkor, ha az idézőjelek második szintjét nézzük. Ahogyan az apródok idézőjel nélkül idézik mesterüket, úgy az elsődleges elbeszélő idézőjel nélkül idézi meg őket, azaz azonosul a várvédőkkel. A várvédők és az apródok beszédtettei az ő beszédtetteivé is válnak. A törökök szólamai ezzel szemben idézőjelek közt vannak: az elsődleges elbeszélő jelzi, nem azonosul velük, csak idézi őket.

## Stilisztika, szimbolika
A vers számos metaforát és szimbólumot tartalmaz. Ilyen az apródokat csonka főnévi metaforával megnevező „gyöngypár”, amely értékszimbólum, de számos igei és névszói metaforát is találni („ott leskel a hold”, „szél zendül az erdőn”, „fedi [a nap] vállát bíbor színű kaftán” stb). Stilisztikailag különösen fontosak a betűrímek. Ezek közül a „hulla” mint holttest nyelvújítók által elterjesztett szó (mely esetleg a nyelvjárásokból került át a köznyelvbe), mely Arany feltehetőleg szándékolt anakronizmusa. Az apródok megszólalásába ezáltal saját kora nyelvezetét is belecsempészte. A „hulla” mint ige régies igeidő a török korból (jelentése: hullott): például az „ada egy” (adott egy) és „adá a” (adta az) szerkezetekben. A „mint hulla a hulla” betűrím már-már parodisztikus hangzásvilággal, iróniával beszél az ellenségről, erre azonban nem válaszol a vers másik fontos betűríme, a „Jézusa kezében kész a kegyelem”. A szókezdő k hangokat megtöri a mondat eleji J-s kezdet (Jézusa): Arany nem él a „Krisztusa kezében kész a kegyelem” lehetőségével, jóllehet a sorok kijönnének.

## Homoerotikus értelmezés
Irodalomelméleti körökben vita tárgya, hogy értelmezhető-e Arany verse homoerotikus költeményként. Bár történetileg a basa herélt volt, Tinódi Lantos Sebestyén is kiemeli ezt históriáiban, a versbeszéd nem zárja ki a homoerotikus értelmezést. A basa a mohamedán paradicsom vágyott nőalakját, a hurit közvetlenül az apródokhoz köti megszólalásában. A „lányarcú” fiúk Alival együtt aludnának („sátrában alusztok”), s büntetésül Ali „vesszeje” várja őket, aminek óhatatlan áthallása a hímvessző.

## Egységes világkép, biztos értékek
A balladában a világkép még stabil: a hősiesség, hűség, szeretet és hit biztos értékek, amelyek alapján be lehet sorolni, hogy valaki jót vagy rosszat cselekedett-e. Ezt erősíti az is, hogy a műben nem kap külön tiszteletet az, hogy Ali pasa igazságosan járt el, s hogy az apródok csalogatásával végső soron Szondi Györgynek, legyőzött ellenfelének utolsó kívánságát teljesíti. A kamaszok előtt a balladában két út áll: ha behódolnak, Ali selyemfiúiként nemcsak jól élhetnek, de vitézzé nevelődhetnek (a krónikás hagyomány szerint hasonló lehetett Szondi eredeti célja is), vagy ellenszegülnek, és akkor mártírként halnak meg mesterük példáját követve. A szabadságharc bukása után annak hívei körében az osztrák hatalom kiszolgálása bűnnek számított, így a ballada értékítélete egyértelmű: az ellenállást helyesli. A kiegyezés után a közhangulat és a világkép is nagyot változott: Ferenc József ünnepelt uralkodó lett, és háttérbe szorult, hogy ő végeztette ki az aradi vértanúkat. Nem volt többé egyértelmű, hogy a gazdasági fellendülést hozó császár jó-e, rossz-e. Látszólag forradalom nélkül, abszolutista kormányzással is jelentős fejlődést lehetett elérni. A biztos értékekbe és értékítéletekbe vetett hit megingott, amire Arany legtöbb kései műve reflektált. Bár a Szondi két apródja világképét tekintve mai szemmel talán kevésbé modern, szerkezeti és művészi tökéletességével egyike a magyar költészet legnagyobb alkotásainak, amit az is mutat, hogy még ma is bekerül sok „legszebb magyar vers” válogatásba.

## Lírai feldolgozásai
Szondi két apródjának történetét korábban már Erdélyi János és Czuczor Gergely balladában is feldolgozta, balladáik tettek is némi hatást Aranyra, de azért Arany János másképpen dolgozta fel, mint ők.
Arany Jánosnak ez volt a harmadik téma-megoldása; előzőleg már kétszer is sikertelenül próbálkozott a történet feldolgozásával 1856-ban (először Szondi címen, másodszor A két apród címen); töredékben hagyta mind a két kísérletét.
A költemény forrásai:
- Budai Ali basa históriája,[12]
- Budai Ferencz Polgári lexicona[13]
- Szalay László: Magyarország története[14]

Az 1856-ban íródott költemény elő- és utótörténetéhez tartozik, hogy Arany János nagykőrösi tanárként a VI. osztálynak kiadott írásgyakorlatok között feladta Szondi György halálának történetét az 1855/1856. tanévben, illetve az V. osztálynak az 1858/1859. tanévben – ez utóbbi esetben a beadott munkák közül Komáromy Lajos és Dömötör János verse maradt fenn Szondi Györgyről Arany János javításaival.

## Zenei feldolgozásai
Komolyzenében Farkas Ödön dolgozta fel szimfonikus költeményben, amelyet 1905. január 11-én a Budapesti Filharmóniai Társaság Zenekara adott elő Takáts Mihály baritonszólamának kíséretében Kerner István vezényletével a Pesti Vigadóban – más zeneszámok mellett.
Szondi két apródja balladáját később a könnyűzenében is feldolgozták (rockzenei változatban először Koncz Zsuzsa …Elmondom hát mindenkinek című nagylemezén 1976-ban Szörényi Levente megzenésített változatában, a Fonográf együttes kíséretében).
Később pedig a korábbi Szörényi-változattól eltérően folk-metal stílusban a Dalriada zenekar dolgozta fel (2006-ban a Jégbontó című albumon a ballada megzenésített változatának első részét, 2007-ben a Kikelet című albumon a ballada megzenésített változatának második részét adva közre, 2009-ben az Arany-albumon pedig összesített változatban adták közre – mindhárom albumon más egyéb folk metal zeneszám is szerepelt).